# Georg Frederik Hallager
Georg Frederik Hallager (20. marts 1816 i København - 10. november 1876 i Kristiania) var en norsk retslærd.  
Hallager kom 1827 til en farbroder, der var adjunkt i Bergen. Han blev student 1833, cand. jur. 1837, lektor i lovkyndighed 1841, professor 1847, 1864 assessor i Højesteret. Hallager var dansk af fødsel, men hans hele virksomhed tilhører Norge, i den under Stangs og Schweigaards førerskab hurtig opblomstrende norske retsvidenskab indtager hans arbejder en fremtrædende plads. Som forfatter fulgte han som de fleste af hans samtid Ørsted, og ligesom sit store forbillede var han ingen abstrakt teoretiker, men viede retsanvendelsen den største opmærksomhed. 
Vidtrækkende indflydelse i norsk retsliv udøvede Hallagers skrifter: Den norske Vekselret (1859), Den norske Arveret (1862, 2. udgave ved Francis Hagerup 1885), Den norske Søret (1867, 3. udgave ved Hagerup 1881), men først og fremmest Den norske Obligationsret (I—II, 1859—60, 2. udgave ved L.M.B. Aubert 1879), ikke mindst ved den omarbejdelse, der blev dette værk til del ved Aubert; først langt senere fik Hallager-Auberts obligationsret en afløser i Fredrik Stangs omfattende system. Sammen med Fredrik Peter Brandt udgav Hallager Kong Christian den fjerdes norske Lovbog af 1604 (1855). Også i legislativ syssel tog Hallager vigtig del. Han var således medlem af lovkommissionerne af 1846 og 1853, henholdsvis om forandring i arveretten med mere og om juryvæsenet.